# 念丈岳
念丈岳（ねんじょうだけ）は、木曽山脈（中央アルプス）にある標高2,291 mの山。

## 概要
JR東海飯田線高遠原駅の西8.2 kmに位置する。主稜線は奥念丈岳から南西方向に向かうが、南東方向にも尾根が派生しており、念丈岳はこの尾根上にある。尾根は念丈岳からは東へ続いている。山頂部は亜高山帯で針葉樹林やハイマツが分布している。木曽山脈のハイマツの南限となっている。山腹にはクマザサや針葉樹林などが分布している。

## 登山コース

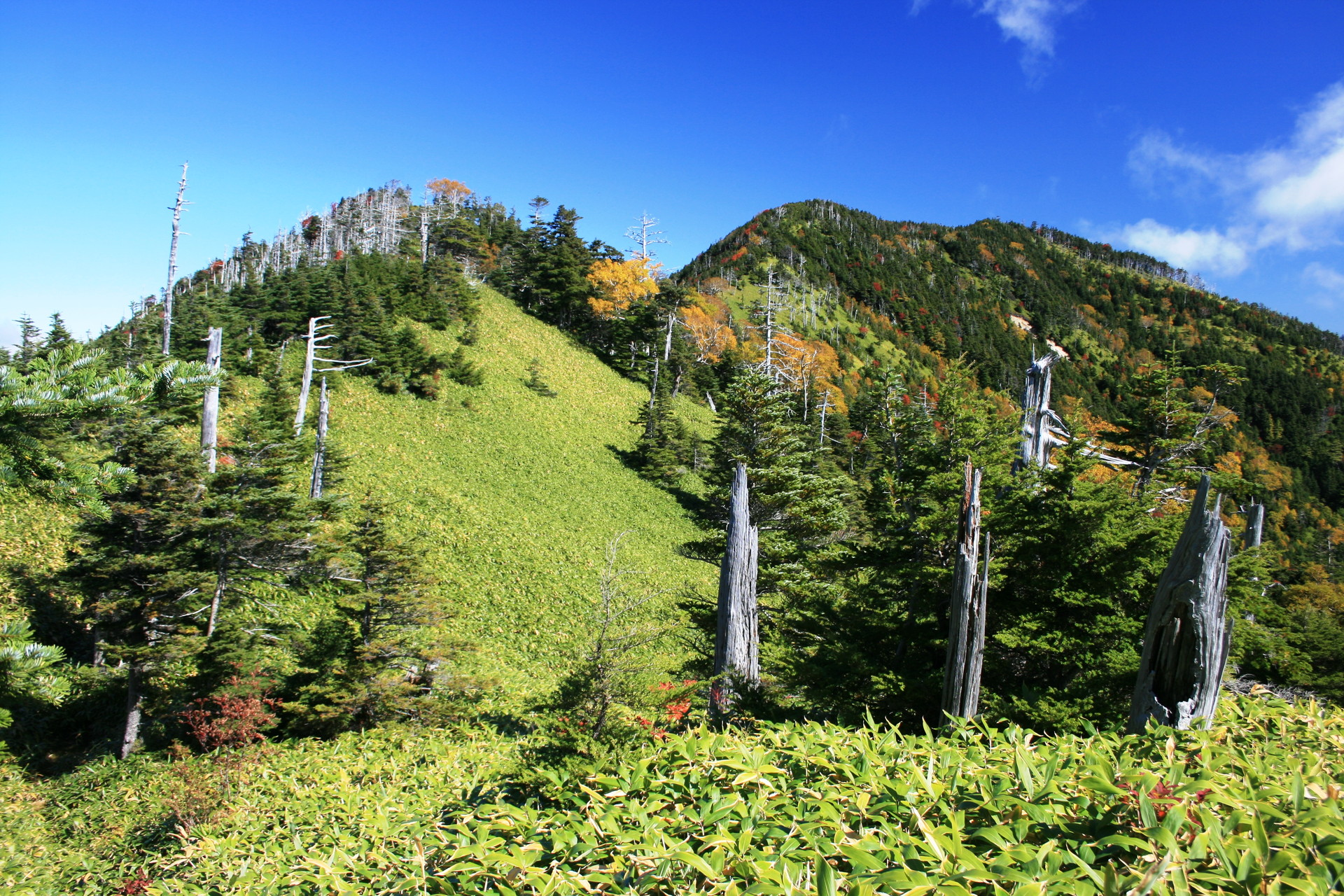
念丈岳の登山道から望む池ノ平山の笹原と紅葉

整備されている登山道は2本ある。1本は松川町からで、鳩打峠を登山口とし、烏帽子岳を越えて登る。もう1本は松川町南隣の高森町から本高森山・大島山を越える尾根上を歩き、念丈岳まで1本道である。これらの登山道は、地元の有志のグループが、毎年、笹刈りなどの整備を行っている。
一方あまり整備されていない登山道としては、飯島町から烏帽子岳の東斜面を経由し、鳩打峠からの道と合流するコースがある。また、飯田市から松川沿いに林道を車で入り、ザサワ(p1314)と呼ばれるポイントから沢(川)の中から入るルートもある。沢ヤ好みのルートで川や滝を遡行する。登山道ではないので時間管理や技術等、十分に注意を要する。与田切乗越しから右に登って念丈岳に着く。
念丈岳から奥念丈岳へは与田切乗越しの鞍部を通り笹藪の尾根が続く中を登る。登山道が不明瞭のため、健脚者向きで一般向きではない。

## 山小屋
近辺には営業山小屋も避難小屋もない。
念丈岳に登るためには、いずれの登山道を利用するにしても相当時間を要し、夏至付近以外では、健脚者を除き日帰り登山は困難で、山中泊を余儀なくされる。テント場は、大島山の山頂直下（本高森山寄り）に設けられている。
なお、水場は、念丈岳と大島山の間の小川で確保できる。

## 周辺の山

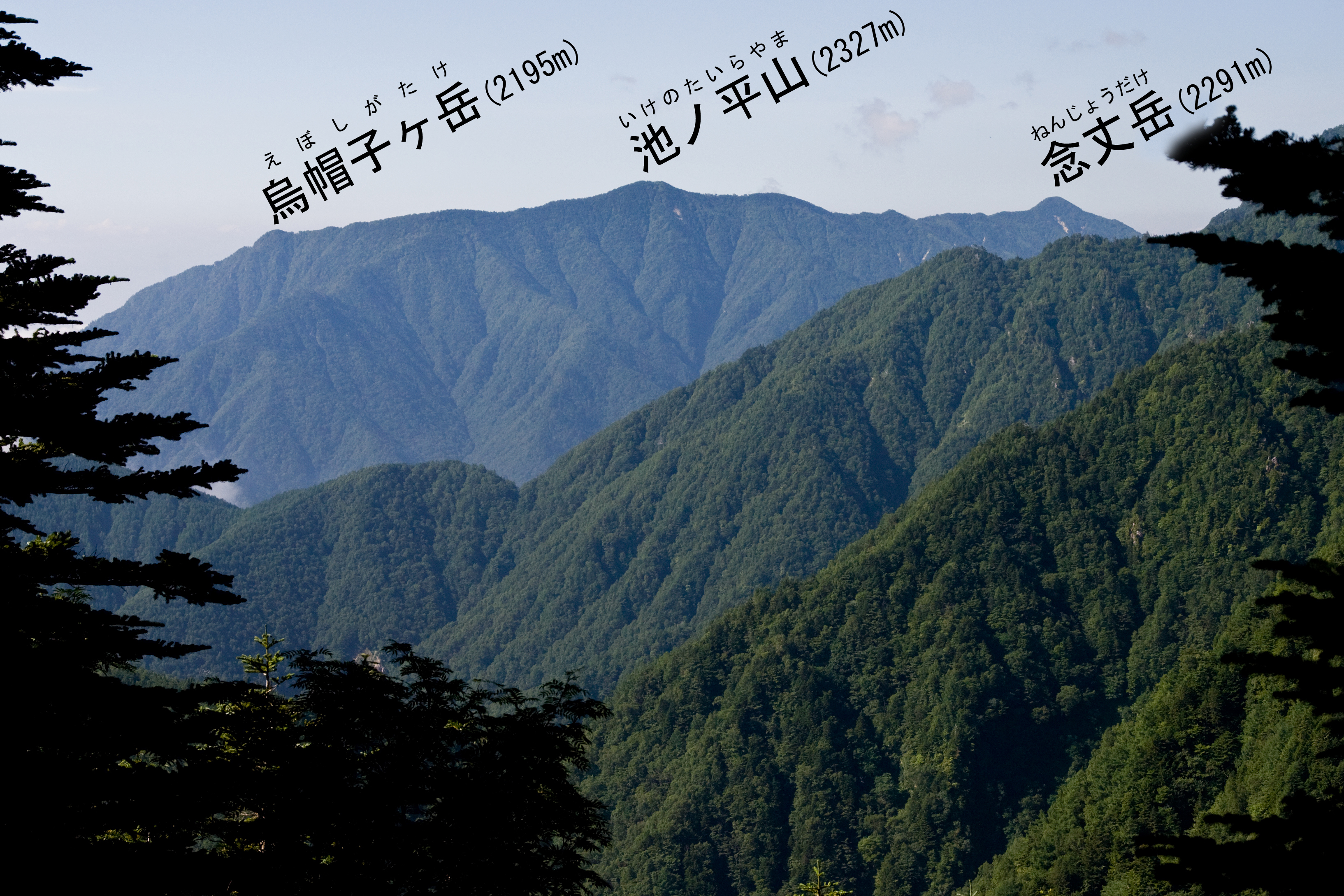
池山尾根から望む念丈岳周辺の山

| 山名     | 標高 （m） | 三角点 等級 | 念丈岳との 距離（km） | 備考             |
| -------- | ---------- | ----------- | --------------------- | ---------------- |
| 奥念丈岳 | 2,303      |             | 1.2                   | 木曽山脈の主稜線 |
| 念丈岳   | 2,290.65   | 三等        | 0                     |                  |
| 大島山   | 2,143      |             | 1.5                   |                  |
| 池ノ平山 | 2,327      |             | 1.8                   |                  |
| 烏帽子岳 | 2,194.47   | 二等        | 2.7                   |                  |
| 本高森山 | 1,889.77   | 三等        | 3.8                   |                  |

## 源流の河川
北西にある与田切乗越（鳥越峠）が、与田切川と松川との分水嶺となっている。以下の源流となる河川は太平洋へ流れる。
- 与田切川（天竜川の支流）
- 片桐松川（天竜川の支流）
- 松川（天竜川の支流）